# Västafrikansk rosttrast
Västafrikansk rosttrast (Stizorhina finschi) är en fågel i familjen flugsnappare inom ordningen tättingar.

## Utseende och läte
Västafrikansk rosttrast är en enfärgat brunaktig flugsnapparliknande trast. Den långa stjärten är svartaktig med vita hörn. Arten liknar vitstjärtad rosttrast, men skiljer sig genom mer upprätt hållning, mer flugsnapparlikt beteende och att den vanligen inte ses på marken. Sången består av en långsam stigande serie med sorgsamma visslingar, medan lätet är en grälande serie med ett antal sträva "kweee".

## Utbredning och systematik
Västafrikansk rosttrast förekommer i Västafrika i låglänta områden från Sierra Leone och Liberia till Ghana och södra Nigeria. Den behandlas ibland som en underart av kongorosttrast.

## Levnadssätt
Västafrikansk rosttrast hittas i undervegetation och på medelhögnivå i fuktiga skogar. Den sitter upprätt och fångar insekter i luften, vilket gör att den i beteendet mer påminner om en flugsnappare.

## Status och hot
Arten har ett stort utbredningsområde, men tros minska i antal, dock inte tillräckligt kraftigt för att den ska betraktas som hotad. Internationella naturvårdsunionen IUCN listar arten som nära hotad (LC).

## Namn
Artens vetenskapliga namn hedrar den tyske diplomaten, ornitologen och samlaren Otto Finsch (1839-1917). Tidigare kallades den finschrosttrast eller Finschs rosttrast även på svenska, men tilldelades 2023 ett mer informativt namn av BirdLife Sveriges taxonomikommitté.